# Sarah Loinaz
Sarah Loinaz Marjaní (sinh ngày 11 tháng 7 năm 1998) là một người mẫu người Tây Ban Nha. Cô là người chiến thắng cuộc thi Hoa hậu Hoàn vũ Tây Ban Nha 2021. Cô sẽ đại diện cho Tây Ban Nha tại cuộc thi Hoa hậu Hoàn vũ 2021.

## Tiểu sử
Loinaz sinh ngày 11 tháng 7 năm 1998 và lớn lên ở San Sebastián, Gipuzkoa. Cha cô là người Tây Ban Nha và mẹ là người Maroc. Cô hiện tại đang học Quản trị Kinh doanh và Quản lý và nói 4 ngôn ngữ khác nhau, vì cô ấy lớn lên trong một gia đình đa văn hóa và đã sống ở một số quốc gia.

## Các cuộc thi sắc đẹp

### Hoa hậu Thế giới Tây Ban Nha 2015
Loinaz đại diện Basque tại Hoa hậu Thế giới Tây Ban Nha 2015 và cạnh tranh với 24 ứng cử viên khác tại Thính phòng Phillip VI ở Malaga. Cô đã giành được giải thưởng Top Model và lọt vào Top 10 chung cuộc.

### Reina Hispanoamericana 2016
Loinaz đại diện cho Tây Ban Nha tại Reina Hispanoamericana 2016 (tạm dịch: Nữ hoàng người Mỹ gốc Tây Ban Nha 2016) và cạnh tranh với 22 ứng cử viên khác ở Santa Cruz, Bolivia. Cô dừng chân tại ngôi vị Á hậu 2.

### Hoa hậu Hoàn vũ Tây Ban Nha 2017
Loinaz đại diện cho Guipúzcoa tại Hoa hậu Hoàn vũ Tây Ban Nha 2017 và cạnh tranh với 39 ứng cử viên khác tại Nhà hát Fortuna của khách sạn THB Torrequebrada Class ở Benalmádena, Tây Ban Nha. Cô là Á hậu 1 của cuộc thi.

### Hoa hậu Hoàn vũ Tây Ban Nha 2021
Vào ngày 16 tháng 10 năm 2021, Loinaz cạnh tranh với 12 ứng cử viên khác trong cuộc thi Hoa hậu Hoàn vũ Tây Ban Nha 2021 tại Los Olivos Beach Resort ở Costa Adeje, Tenerife, Quần đảo Canary. Cô đã đăng quang cuộc thi với ngôi vị Hoa hậu Hoàn vũ Tây Ban Nha 2021.

### Hoa hậu Hoàn vũ 2021
Với tư cách là Hoa hậu Hoàn vũ Tây Ban Nha 2021, cô sẽ là đại diện cho Tây Ban Nha tại Hoa hậu Hoàn vũ 2021 ở Eilat, Israel.